# Dos hombres van a morir
Dos hombres van a morir es una película del año 1967, dirigida por Rafael Romero Marchent; perteneciente al subgénero del spaghetti western.

## Argumento
Un pueblo es acosado por una banda de bandidos, con el beneplácito del corrupto alcalde. Debido a ello, un hombre a sueldo de una compañía, y contratado por el pueblo, se alía con un perfecto desconocido con el fin de diezmar dicha banda.

## Reparto
- Peter Martell como Ringo
- Piero Lulli como Daniel G. Samuelson
- Armando Calvo como Bill Anderson
- Paolo Herzl como Michael 'Kid'
- José Jaspe como Zachary Hutchinson
- Jesús Puente como Mayor Gorbet
- Dyanik Zurakowska como Lucy
- Giuseppe Fortis como González
- Antonio Pica como el Sheriff
- Ángel Menéndez como el Juez Grant
- Francisco Braña como juez
- Guillermo Méndez como Anderson Henchman
- Alfonso Rojas como Stockwell
- Luis Barboo como Finnegan
- Joaquín Burgos
- Alfonso de la Vega como Snake
- Miguel del Castillo como ranchero
- Pedro Fenollar como Thomas, barman de Springfield
- Mario Morales
- Joaquín Parra
- Juan Antonio Peral
- José Sepúlveda como barman de Colorado
- Jesús Tordesillas como líder mormón

## Rodaje
La película fue rodada en las localidades madrileñas de Ciempozuelos, Hoyo de Manzanares, Manzanares El Real y Colmenar Viejo. 